# カストリオト・デルマク
カストリオリ・ルアン・デルマク（Kastriot Luan Dermaku, 1992年1月15日 - ）は、イタリア・スカンディアーノ出身のサッカー選手。ポジションはDF (CB)。アルバニア代表。USレッチェ所属。

## 経歴
元サッカー選手でFWとしてプレーしていたルアン・デルマクの息子として生まれた。
2011-12シーズンにASメルフィのトップチームに昇格。2014-15シーズンにはチームキャプテンに就任した。
2015年5月15日、エンポリFCに3年契約で移籍した。
2017年8月31日、コゼンツァ・カルチョと2年契約を結んだ。2年後に契約満了で退団した。
2019年7月7日、セリエAのSSDパルマ・カルチョ1913と4年契約を結んだ。

### 代表歴
世代別代表ではアルバニア代表に招集されていた。
2018年8月31日、コソボ代表から勧誘を受けるも出場せず、翌月にコソボ代表入りを拒否した。同年10月2日、サッカーアルバニア代表に選出された。